# Pièce de 5 centimes Marianne
La pièce de 5 centimes Marianne, également appelée type « Lagriffoul » du nom de son graveur, est émise à partir de 1966. Cette pièce vient remplacer la pièce de 5 centimes épi de 1960.

## Frappes courantes
| Millésime | Tirage      | Remarques |
| --------- | ----------- | --- |
| 1966      | 4 128       | essai |
| 1966      | 502 512 000 | |
| 1967      | 1 745 000   | |
| 1968      | 110 395 000 | |
| 1969      | 94 955 000  | |
| 1970      | 58 900 000  | |
| 1971      | 93 190 000  | |
| 1972      | 100 515 000 | |
| 1973      | 100 344 000 | |
| 1974      | 103 890 000 | Jusqu’à cette année, le différent de droite était une chouette.                                                                                    |
| 1975      | 95 835 000  | À partir de cette année, le différent de droite devient un dauphin.                                                                                |
| 1976      | 148 395 000 | |
| 1977      | 115 285 000 | |
| 1978      | 189 804 000 | |
| 1979      | 180 000 000 | |
| 1980      | 179 950 000 | |
| 1981      | 134 974 000 | |
| 1982      | 137 975 000 | |
| 1983      | 131 984 400 | |
| 1984      | 149 988 600 | |
| 1985      | 169 998 000 | |
| 1986      | 279 993 000 | |
| 1987      | 309 984 000 | |
| 1988      | 199 992 002 | |
| 1989      | 84 000      | |
| 1990      | 79 992 000  | |
| 1991      | 49 992 000  | |
| 1992      | 179 976 000 | existe avec col à 3 plis et col à 4 plis (voir ci-dessous)                                                                                         |
| 1993      | 154 968 000 | existe avec col à 3 plis et col à 4 plis (voir ci-dessous)                                                                                         |
| 1994      | 119 976 000 | existe avec col à 3 plis et col à 4 plis (voir ci-dessous) et avec le différent de droite dauphin ou abeille.                                      |
| 1995      | 129 972 000 | existe avec col à 3 plis et col à 4 plis (voir ci-dessous) À partir de cette année, le différent de droite est une abeille et remplace le dauphin. |
| 1996      | 139 980 000 | existe avec col à 3 plis et col à 4 plis (voir ci-dessous)                                                                                         |
| 1997      | 199 975 000 | |
| 1998      | 300 084 013 | |
| 1999      | ???         | |
| 2000      | ???         | |
| 2001      | ???         | À partir de cette date, le différent de droite est un fer à cheval et remplace l'abeille.                                                          |

Les millésimes 1992 à 1996 présentent chacun deux versions de la Marianne de Lagriffoul appelées couramment « col à 4 plis » et « col à 3 plis ». C'est une petite variante au niveau du col de la Marianne. La 1994 présente donc en tout 4 variétés : 3 plis dauphin, 4 plis dauphin, 3 plis abeille et 4 plis abeille.

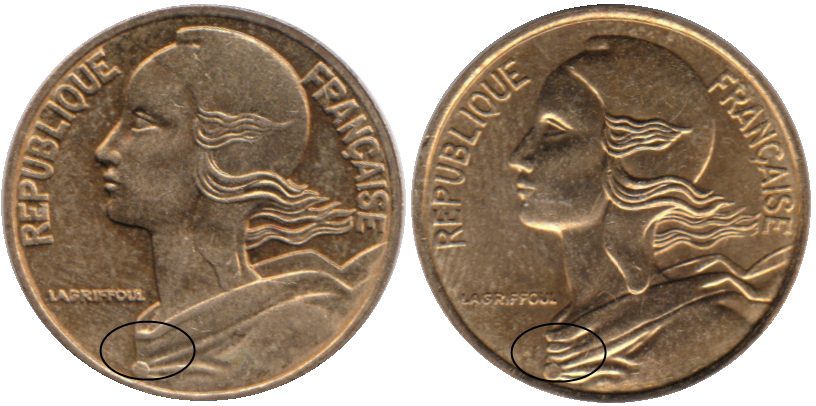
3 plis à gauche et 4 plis à droite

## Frappes commémoratives
Pas de frappe commémorative.

## Sources
- Valeur des Monnaies de France de René Houyez éditions GARCEN
- http://www.monnaiedeparis.fr/fonds_doc/f5cent.htm